# Crataegus coccinea
Crataegus coccinea là loài thực vật có hoa trong họ Hoa hồng. Loài này được (L.) Castigl. mô tả khoa học đầu tiên năm 1790.